# مارك غيبون
مارك غيبون هو ممثل كندي، ولد في 30 نوفمبر 1966 في كندا.

## أعمال

### أفلام
- (2008)  ديد أهاد

## وصلات خارجية
- مارك غيبون على موقع IMDb (الإنجليزية)
- مارك غيبون على موقع قاعدة بيانات الفيلم (الإنجليزية)
- مارك غيبون على موقع ANN person (الإنجليزية)